# Kenan Görgün
Kenan Görgün, né le 18 avril 1977 à Gand (Flandre-Orientale), est un écrivain belge d'origine turque. Autodidacte, il écrit en français des poèmes, romans et scénarios.

## Biographie
Kenan Görgün fait ses études à Bruxelles dans une école francophone. À l'âge de dix-sept ans, n'ayant jamais lu, il se met à écrire. Un an plus tard, il découvre Stephen King, Norman Spinrad, etc. puis Paul Auster. Il suit les cours d'écriture du professeur écrivain Gustave Rongy.
Il contribue d'abord à la revue Marginales avant de publier ses premiers poèmes et nouvelles.
Kenan Görgun fait ses débuts en littérature en 2005 avec un premier recueil de nouvelles, L’Enfer est à nous et un premier recueil de poésie l'année suivante, Mémoires d’un cendrier sale. Il enchaîne ensuite les romans.
Scénariste primé,,, il est membre de l'Association des scénaristes de l'Audiovisuel.
Il a écrit pendant six ans des chansons pour le groupe de rock O.I.L.
Son roman Patriot act met en scène le flic Elvis Casanova. Il a déjà prévu cinq autres de ses aventures,.
Le Second Disciple, paru en 2019, se déroule à Bruxelles et à Molenbeek et décrit le processus qui mène les personnages principaux au terrorisme. 
Oublie que je t'ai tuée, en 2024, est une comédie noire amère.

## Œuvres

### Littérature
- L’Enfer est à nous, Louvain-la-Neuve, Belgique, Quadrature, 2005 (ISBN 978-2-9600506-2-2) Lauréat du prix Franz Dewever 2006
- Mémoires d'un cendrier sale, Bruxelles, Maelstrom, Bookleg N°10, 2006
- L’ogre, c’est mon enfant, Avin, Belgique, Luce Wilquin, 2006, 157 p. (ISBN 978-2-88253-305-0)
- Fosse commune : roman, Paris, Fayard, 2007, 424 p. (ISBN 978-2-213-63413-5)[10]
  - Finaliste du Prix Rossel 2007[11]
- Alcool de larmes, Avin-sur-Hannut (Belgique), Luce Wilquin, 2008, 87 p. (ISBN 978-2-88253-368-5)
- Patriot act, Paris, First éditions, 2009, 536 p. (ISBN 978-2-7540-1069-6)
- Anatolia Rhapsody, roman, 160 p. , Éditions Vents d'ailleurs, La Roque-d'Anthéron, 2014 •  (ISBN 978-2-364-13040-1) / réédition : avec une postface de Pierre Piret, 231 p., Espace Nord, Bruxelles, 2021 •  (ISBN 978-2-87568-540-7)
- Rebellion Park, 240 p., Éditions Vents d'ailleurs, La Roque-d'Anthéron, 2014 •  (ISBN 978-2-364-13047-0)
- Delia on my mind, 206 p., Maelström Editions, 2015 •  (ISBN 978-2-87505-210-0)
  - Prix Marcel Thiry 2016
- Le Second disciple, Les Arènes, 2019, 400 p. •  (ISBN 978-2711201112)
- Oublie que je t'ai tuée, L'Atalante, 2024 •  (ISBN 979-10-360-0180-2)

### Théâtre
- J’habite un pays fantôme, Bruxelles, Belgique, Éditions Traverse, 2015, 68 p.  (ISBN 978-2-93078-311-6)

### Scénarios
- Le Réseau Saphir (Série Tv Canal +)
- Hiverville (Série Tv)
- 9mm, scénario, film de Taylan Barman, 2008
- Manchild (Long métrage)
- Fur (court métrage de Philippe Carron)
- Fait d'hiver (court métrage)[12]

### Réalisation
- Yadel, 2011, court métrage[12]

## Distinctions
- 2022 : 
  - Prix triennal de la Ville de Tournai, 2022 pour Le second disciple[2]
  - Prix triennal de la prose en langue française de la Fédération Wallonie-Bruxelles pour Le second disciple[8]
- 2018 : Prix littéraire du parlement de la Fédération Wallonie-Bruxelles pour J’habite un pays fantôme[2]
- 2016 : Prix Marcel Thiry pour Delia on my mind[2]
- 2006 : lauréat du Prix Franz Dewever pour l'Enfer est à nous[13]

### Ressource radiophonique
- François Angelier, « Soliloque d'un monstre : rencontre avec Kenan Görgün » [audio], émission Mauvais genres (59 min), France Culture, 26 mai 2024 – entretien à l'occasion de la sortie du roman Oublie que je t'ai tué (2024).